# 植物科学科
植物科学科（しょくぶつかがくか）は、植物学・植物科学について学ぶ学科。

## 設置している学校
- 日本の農業に関する学科設置高等学校一覧
  - 岩手県立盛岡農業高等学校
  - 青森県立三本木農業高等学校
  - 島根県立出雲農林高等学校
  - 香川県立笠田高等学校
  - 群馬県立勢多農林高等学校
- アリゾナ大学
- アスマラ大学 植物科学専攻
- タスマニア大学
- イリノイ大学大学院

（関連する高等教育・研究機関）
- 応用植物科学科
  - 東海大学#農学部 応用植物科学科
  - 尚志大学校 応用植物科学科
  - 岡山大学農学部総合農業科学科 応用植物科学コース
  - 岐阜大学応用生物科学部 応用生物科学科 生産環境科学課程 応用植物科学コース など
- 農学部等にある類似名・コース等
  - 岩手大学農学部（2016年入学生以降）植物生命科学科
  - 秋田県立大学生物資源科学部 生物生産科学科 生物生産科学講座
  - 東北大学農学部 生物生産科学科 植物生命科学コース
  - 筑波大学生命環境学群 生物資源学類 生物資源科学関連専攻 農林生物学コース（生物系）植物育種学・植物寄生菌学・植物遺伝情報解析学/応用生命化学コース（化学系）植物機能生理化学・植物環境生化学
  - 宇都宮大学農学部 生物資源科学科（旧生物生産科学科 植物生産学コース）
  - 東京農工大学農学部 生物生産学科 生産技術環境系 および 植物生産系
  - 明治大学農学部 生命科学科
  - 信州大学農学部 農学生命科学科 植物資源科学コース
  - 静岡大学農学部 生物資源科学科植物バイオサイエンスコース（旧共生バイオサイエンス学科）
  - 福井県立大学生物資源学部 生物資源学科 植物資源学研究領域
  - 京都府立大学生命環境学部 農学生命科学科 植物生産科学コース
  - 龍谷大学農学部 植物生命科学科（2015年4月開設）
  - 近畿大学農学部 バイオサイエンス学科/農業生産科学科
  - 鳥取大学農学部 生命環境農学科 植物菌類生産科学コース（旧生物資源環境学科 生物生産科学コース）
  - 香川大学農学部 応用生物科学科 生物生産科学コース
  - 九州大学農学部 生物資源環境学科 生物資源生産科学コース農学分野
  - 佐賀大学農学部 応用生物科学科
- 農学科/園芸学科
  - 弘前大学農学生命科学部 国際園芸農学科(2016年度に設置）園芸農学コース
  - 千葉大学園芸学部 園芸学科
  - 日本大学生物資源科学部 生命農学科（旧植物資源科学科）
  - 高知大学農林海洋科学部（物部キャンパス, 2016年度（平成28年度）に設置) 農林資源環境科学科暖地農学領域
  - 南九州大学環境園芸学部 環境園芸学科
  - 宮崎大学農学部 農学科 動植物資源生命科学コース（2024年度まで植物生産環境科学科）
- 石巻専修大学理工学部 生物科学科 植物コース
- 東京大学理学部 生物学科 植物学コース
- 東京薬科大学生命科学部 応用生命科学科 環境応答植物学研究室
- 東邦大学理学部 生物学科 植物生態学研究室
- 京都先端科学大学 バイオ環境学部 応用生命科学科 植物バイオ分野
- 京都大学理学部 理学科 生物化学専攻 植物学系
- 大阪市立大学理学部 生物学科 植物機能生物学
- 大阪工業大学工学部環境工学科 生命環境学研究室 園芸植物分野
- 岡山理科大学生物地球学部 生物地球学科 植物・園芸学コース
- ジェームズクック大学 動植物科学専攻分野
- 国立屏東科技大学 植物科学研究所
- 上海交通大学 植物科学系
- 奈良先端科学技術大学院大学 植物科学領域
- 国立台湾大学 植物科学研究所
- 農業生物資源研究所植物科学研究領域
- 岡山大学資源植物科学研究所
- 国際健康植物科学専門学校
- 独立行政法人理化学研究所横浜研究所植物科学研究センター
- 吉林大学 農学部 植物科学学院